# مارکو آداجو
مارکو آداجو (انگلیسی: Marco Adaggio؛ زادهٔ ۶ اکتبر ۱۹۸۷) بازیکن فوتبال اهل اسپانیا است.
از باشگاه‌هایی که در آن بازی کرده‌است می‌توان به باشگاه فوتبال نانت‌ویچ، باشگاه فوتبال نیوکاسل تاون، باشگاه فوتبال ردیچ یونایتد، باشگاه فوتبال تلفورد یونایتد، باشگاه فوتبال ووستر سیتی، باشگاه فوتبال استافورد رانجرز، و باشگاه فوتبال شروزبری تاون اشاره کرد.